# Argentyńscy arcymistrzowie szachowi
Lista argentyńskich szachistów, posiadających tytuły arcymistrzów (GM) i arcymistrzyń (WGM), zarówno w grze klasycznej, korespondencyjnej, kompozycji szachowej, jak i w rozwiązywaniu zadań szachowych oraz tytuły arcymistrzów honorowych (HGM), przyznawanych za osiągnięcia w przeszłości. Obejmuje także zawodników, którzy barwy Argentyny reprezentowali tylko w pewnym okresie swojego życia.

## Szachy klasyczne

### arcymistrzowie
| Zawodnicy             | Rok urodzenia | Rok śmierci | Rok nadania | Uwagi                                  |
| --------------------- | ------------- | ----------- | ----------- | -------------------------------------- |
| Salvador Alonso       | 1974          |             | 2009        |                                        |
| Gerardo Barbero       | 1961          | 2001        | 1987        |                                        |
| Julio Bolbochán       | 1920          | 1996        | 1977        | tytuł honorowy                         |
| Daniel Cámpora        | 1957          |             | 1986        |                                        |
| Erich Eliskases       | 1913          | 1997        | 1952        | pochodzenie austriackie                |
| Rubén Felgaer         | 1981          |             | 2002        |                                        |
| Diego Flores          | 1982          |             | 2008        |                                        |
| Carlos Garcia Palermo | 1953          |             | 1985        | obecnie Włochy                         |
| Alfredo Giaccio       | 1970          |             | 2013        |                                        |
| Carlos Guimard        | 1913          | 1998        | 1960        |                                        |
| Alejandro Hoffman     | 1966          |             | 1998        |                                        |
| Anton Kowalow         | 1992          |             | 2008        | pochodzenie ukraińskie, obecnie Kanada |
| Pablo Lafuente        | 1985          |             | 2008        |                                        |
| Damián Lemos          | 1990          |             | 2009        |                                        |
| Martín Lorenzini      | 1975          |             | 2014        |                                        |
| Sandro Mareco         | 1987          |             | 2010        |                                        |
| Javier Moreno Carnero | 1975          |             | 2003        | obecnie Hiszpania                      |
| Miguel Najdorf        | 1910          | 1997        | 1950        | pochodzenie polskie                    |
| Andrés Obregón        | 1986          |             | 2014        |                                        |
| Oscar Panno           | 1935          |             | 1955        |                                        |
| Fernando Peralta      | 1979          |             | 2004        |                                        |
| Federico Perez Ponsa  | 1993          |             | 2012        |                                        |
| Herman Pilnik         | 1914          | 1981        | 1952        | pochodzenie niemieckie                 |
| Miguel Quinteros      | 1947          |             | 1973        |                                        |
| Pablo Ricardi         | 1962          |             | 1997        |                                        |
| Héctor Rossetto       | 1922          | 2009        | 1960        |                                        |
| Raúl Sanguinetti      | 1933          | 2000        | 1982        | tytuł honorowy                         |
| Sergio Slipak         | 1965          |             | 2001        |                                        |
| Ariel Sorín           | 1967          |             | 1995        |                                        |
| Maksim Sorokin        | 1968          | 2007        | 1992        | pochodzenie rosyjskie                  |
| Hugo Spangenberg      | 1975          |             | 1996        |                                        |
| Diego Valerga         | 1971          |             | 2008        |                                        |
| Pablo Zarnicki        | 1972          |             | 1994        |                                        |

### arcymistrzynie
| Zawodniczki          | Rok urodzenia | Rok śmierci | Rok nadania | Uwagi                  |
| -------------------- | ------------- | ----------- | ----------- | ---------------------- |
| Claudia Amura        | 1970          |             | 1998        |                        |
| María Carolina Luján | 1985          |             | 2005        | +mistrz międzynarodowy |

## Szachy korespondencyjne

### arcymistrzowie
| Zawodnicy            | Rok urodzenia | Rok śmierci | Rok nadania | Uwagi        |
| -------------------- | ------------- | ----------- | ----------- | ------------ |
| Roberto Alvarez      | ?             |             | 1998        |              |
| David Beaumont       | ?             |             | 2007        |              |
| Germán Benz          | ?             |             | 2002        |              |
| Rubén Berdichesky    | ?             |             | 1999        |              |
| Gabriel Blasberg     | ?             |             | 1999        |              |
| José Copié           | ?             |             | 2000        |              |
| Gustavo Echeguren    | 1962          |             | 2003        |              |
| Roberto Juan Jacquin | ?             |             | 2009        |              |
| Juan Morgado         | 1947          |             | 1983        | +mistrz FIDE |
| Alfredo Mozzino      | ?             |             | 2000        |              |
| Carlos Pappier       | 1961          |             | 1995        |              |
| Norberto Patrici     | ?             |             | 1998        |              |
| Rodolfo Redolfi      | ?             |             | 1995        |              |
| Alfredo Roca         | 1957          |             | 1999        | +mistrz FIDE |
| Héctor Walsh         | ?             |             | 2006        |              |